# Trdelník
Il trdelník, anche detto trdlo, trozkol, noto in lingua italiana anche come manicotto di Boemia, è un tipico dolce della cucina ungherese e slovacca. La versione della città slovacca di Skalica (Skalický trdelník) venne registrata nel dicembre del 2007 come marchio IGP (indicazione geografica protetta) dell’Unione europea.

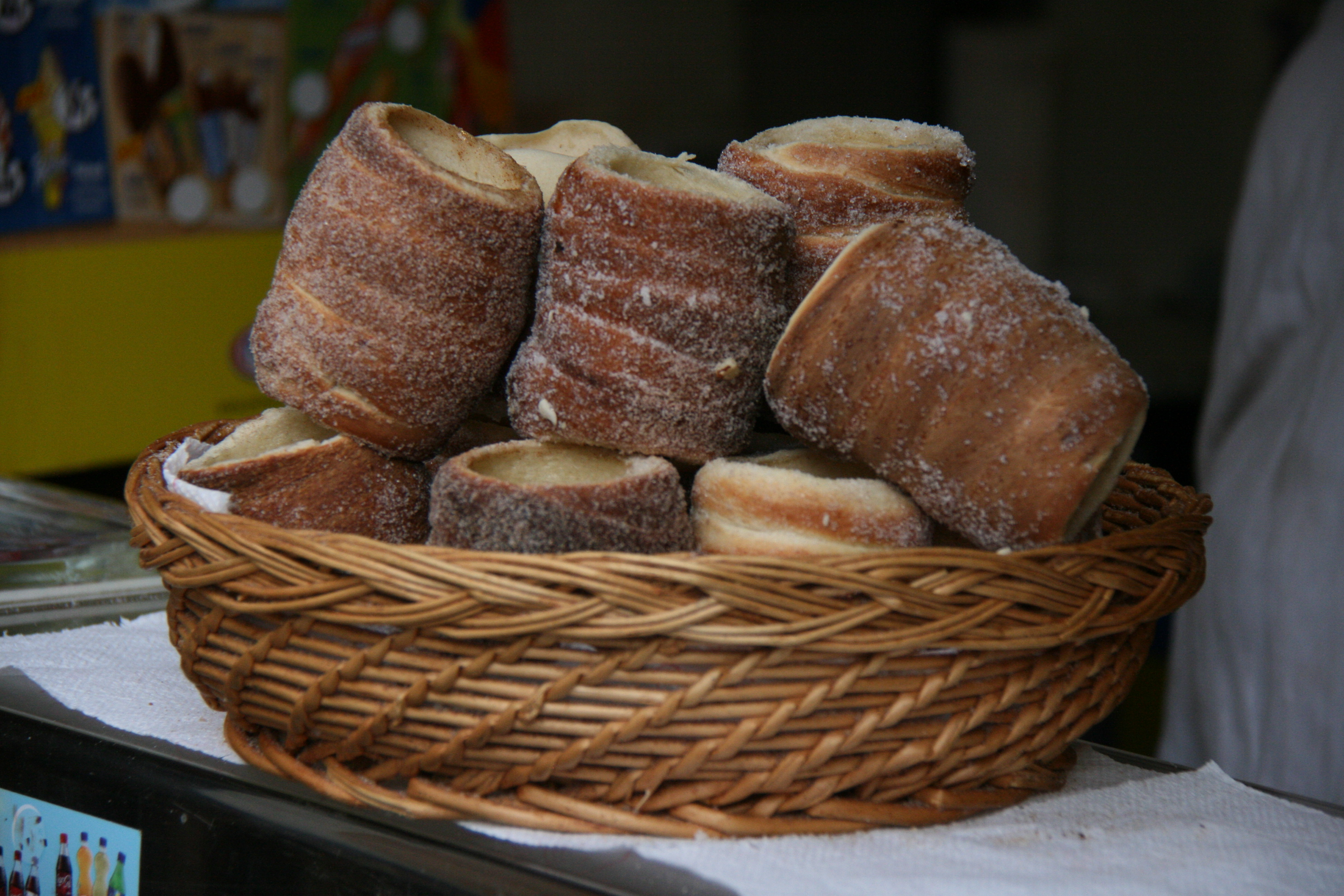
Un cesto di trdelník

L'impasto è una sorta di pane dolce che prima della cottura viene modellato come un lungo filoncino di raggio circa un centimetro e arrotolato attorno a un bastone metallico. Successivamente il composto attorno al bastone viene abbondantemente cosparso di zucchero e cannella. Il bastone viene poi messo a cuocere in uno speciale forno con un meccanismo che lo fa ruotare in modo che la cottura sia uniforme. A cottura ultimata, lo zucchero si è sciolto dorando il trdelník e creando una colorita e croccante patina sul dolce.
Nonostante il trdelník sia solitamente presentato come "un dolce tradizionale ceco", in realtà non lo è.
Il direttore della fotografia e giornalista ceco Janek Rubeš sostiene che il trdelník è fatto solo per i turisti e che persino l'hamburger è più tradizionale nella Repubblica ceca.